# Southern Spears
Pour les articles homonymes, voir Spears.
Les Southern Spears étaient une franchise sud-africaine de rugby à XV. Ils avaient pour objectif de prendre part au Super 14 à partir de 2007. Mais de nombreuses polémiques ont entravé cette candidature qui se voulait en grande majorité noire dans un fief du rugby noir sud-africain. Les Spears devaient bâtir leur effectif à partir des équipes suivantes participant à la compétition domestique sud-africaine, la Currie Cup:
- Border Bulldogs, représentant la moitié est de l'Eastern Cape Province
- Eagles, représentant la partie de la Western Cape Province située à l'est de l'agglomération du Cap.
- Mighty Elephants représentant la moitié ouest de l'Eastern Cape Province

La franchise fut au cœur de mois de querelles entre le ministre sud-africain des sports, les directions des franchises de Super 14 du pays, et la South African Rugby Union (SARU). À la suite de la décision d’étendre le Super 12 en un Super 14 à partir de 2006, l’Afrique du Sud se vit accorder le droit d’ajouter une cinquième franchise aux quatre déjà existantes. Six entités soumirent une proposition de franchise pour ce nouveau format de compétition : les quatre franchises existantes, une entité représentant Free State et Northern Cape, et une autre représentant la région du South and Eastern Cape (SEC). Il fut entendu que les quatre franchises existantes continueraient à participer au Super 14, le conflit se cristallisa sur les deux autres.
Finalement, l’entité Free State-Northern Cape fut choisi pour s’aligner dans le Super 14 en 2006. Néanmoins l’entité SEC se vit garantir une place en Super 14 en 2007 et 2008. Pour permettre leur inclusion, un système de promotion-relégation fut institué. Il fut ainsi décidé qu’en 2006, la franchise sud-africaine la moins bien classée en Super 14 serait reléguées et laisserait sa place aux Spears. Pour 2007, la franchise la moins bien classée hormis les Spears jouerait un match de barrage conte l’équipe reléguée en 2006 pour déterminer la cinquième équipe sud-africaine prenant part au Super 14 en 2008.
Les cinq franchises de Super 14 sud-africaines existantes étaient fortement opposées à l’entrée automatique des Spears dans la compétition en 2007 et souhaitaient qu'pire que les Spears jouent un match de barrage contre l’équipe la moins bien classée lors du Super 14 2006. Un obstacle de plus s’est dressé sur la route des Spears lors de l’assemblée générale 2006 de la SARU. Brian van Rooyen, controversé président, qui avait œuvré fortement en faveur de l’inclusion des Spears dans le Super 14, fut démis de ses fonctions. Oregan Hoskins, son successeur, était en faveur d’une suppression, ou au moins d’une modification radicale du système de promotion-relégation introduit par van Rooyen. De fait, la candidature des Southern Spears était morte.
Une autre candidature adossée à la fédération de l'Eastern Province, les Southern Kings, a repris le flambeau en 2009, mais n'a aucun lien formel avec les Spears.